# Billerbeck (Nadrenia Północna-Westfalia)
Billerbeck [ˈbɪlɛɐ̯ˌbɛk] – miasto w Niemczech, położone w kraju związkowym Nadrenia Północna-Westfalia, w rejencji Münster, w powiecie Coesfeld. W 2010 roku liczyło 11 522 mieszkańców.

## Zabytki
- Kościół św. Ludgera w Billerbeck